# Lucicutia longifurca
Lucicutia longifurca är en kräftdjursart som beskrevs av Brodsky 1950. Lucicutia longifurca ingår i släktet Lucicutia och familjen Lucicutiidae. Inga underarter finns listade i Catalogue of Life.